# Moto E
Moto E是一款摩托羅拉移動開發和製造的Android智能手機，繼承了前代Moto G的一些特點。Moto E於2014年5月13日發售，上線當日即可在美國和印度的線上商場上購入。第二代Moto E在2015年2月發售。

## 外部連結
- Moto X 摩托羅拉移动美國官方網站
- Moto X video YouTube（页面存档备份，存于）

1. ↑  . The Verge.   [30 January 2014]. （原始内容存档于2018-10-04）.
2. ↑  Singhal, Nidhi. . Business Today. 14 May 2014  [Jun 10, 2014]. （原始内容存档于2014-05-24）.